# Алфавил (филм)
„Алфавил“ (на френски: Alphaville) е френски научнофантастичен филм от 1965 година на режисьора Жан-Люк Годар по негов сценарий.

## Сюжет
Частният детектив Леми пристига в „Алфавил“, за да намери агент Хенри Диксън. Самият град Алфавил е под контрола на професор Фон Браун и се контролира от компютърна система наречена Алфа-60 (Alpha-60).
В града всички хуманни чувства, като любов, нежност, състрадание и взаимна помощ, са забранени, а поезията и романтиката също са забранени. Всички тези забрани довеждат в „Алфавил“ до нечовешко и отчуждено общество. С помощта на Наташа, дъщерята на професор фон Браун, Леми се опитва да промени положението в града към по-добро.

## В ролите
| Изпълнител      | Роля                       |
| --------------- | -------------------------- |
| Еди Константин  | Леми Коушън                |
| Ана Карина      | Наташа фон Браун           |
| Аким Тамиров    | Хенри Диксън               |
| Хауард Вернън   | Професор Леонард Носферату |
| Жан-Луи Комоли  | Професор Джекел            |
| Жан-Андре Фиечи | Професор Хекел             |
| Мишел Делешей   | Асистент на фон Браун      |
| Ласло Сабо      | Хлавен инженер             |
| Криста Ланг     | Съблазнителката            |

## Награди и номинации
- 1965 Печели награда „Златна мечка“ на Берлинале.